# Raimondia
Raimondia es un género de plantas fanerógamas  perteneciente a la familia de las anonáceas que tiene siete especies. Son nativas de América meridional.

## Taxonomía
El género fue descrito por William Edwin Safford y publicado en Contributions from the United States National Herbarium 16(5): 217, pl. 52–53. 1913.  La especie tipo es: Raimondia monoica
Especies
- Raimondia cherimolioides
- Raimondia conica
- Raimondia deceptrix
- Raimondia monoica
- Raimondia quinduensis
- Raimondia stenocarpa
- Raimondia tenuiflora